# 아버지 (소설)
《아버지》는 김정현의 소설이다. 한정수라는 중년 아버지가 췌장암에 걸린다는 설정을 통해, 아버지들의 고독과 가족의 화해를 다룬 작품이다. 1997년 문이당에서 출판했으며, 영화로도 만들어질 정도로 독자들의 사랑을 받았다. 영화 아버지에서는 배우 박근형이 아버지역을 맡았다.

## 등장인물
- 한정수(아버지)
- 영신(한정수의 아내)
- 한희원(한정수의 아들, 고등학생)
- 한지원(한정수의 딸, 대학생)
- 남박사(한정수의 친구,의사)
- 장변호사(한정수의 친구, 변호사)
- 이소령
- 포장마차 주인
- 로마 가톨릭 교회 신부
- 김계장(한정수의 회사동료)

## 줄거리
문화재청 관리인 한정수 사무관은 지방의 대학교를 나오고도 행정고시에 합격하여 유명해진 인물이다. 하지만 그에게 돌아온 것은 더 이상 승진하지 못하는 직장에서의 한계와 가족들과의 단절이다. 특히 대학생이라 머리가 커진 딸 지원은 아버지를 '당신'이라고 부르면서 혹독하게 비난한다. 그런데 친구 남 박사에게서 췌장암에 걸렸다는 그래서 오래 살지 못할 것이라는 선고를 받는 마른하늘에 날벼락같은 일이 벌어진다. 정수는 "내가 손발을 안 씻어서 그런 거냐"면서 괴로워하지만, 입원하여 죽음을 준비하기 시작한다. 이를 안 가족들은 마음은 괴로웠지만, 경주 보문단지 가족여행 등을 통해 죽음을 준비하는 일에 동참한다. 특히 아내 영신은 남편의 애인이자 요정 아가씨인 소령 씨에게 남편을 부탁하는 등 살 날이 얼마 안 남은 남편을 배려한다. 하지만 췌장암이 주는 고통은 가혹했고, 정수는 남 박사에게 안락사를 요청한다. 이 말을 들은 그는 로마 가톨릭 교회 신부에게 상담을 요청할 정도로 매우 괴로워하지만, 결국 그 뜻을 들어준다. 그렇게 결국 안락사를 당하고 가족들은 슬퍼하며 끝난다.